# Zhiltzovaia cachemirica
Zhiltzovaia cachemirica är en bäcksländeart som först beskrevs av Aubert 1959.  Zhiltzovaia cachemirica ingår i släktet Zhiltzovaia och familjen rovbäcksländor. Inga underarter finns listade i Catalogue of Life.